# Pselaphelia mariae
Pselaphelia mariae är en fjärilsart som beskrevs av Abel Dufrane 1953. Pselaphelia mariae ingår i släktet Pselaphelia och familjen påfågelsspinnare. Inga underarter finns listade i Catalogue of Life.